# Rita Knijff-Pot
Rita Knijff-Pot, (Utrecht, april 1949) is een Nederlandse auteur uit 's-Graveland. 
Na een studie Klinische Chemie en Microbiologie in Eindhoven werkte ze aan de Universiteit van Utrecht, faculteit Wis- en Natuurkunde.

## Beeldende kunst
Na haar deeltijdstudie Grafiek aan de Kunstacademie Rotterdam exposeerde zij in Amsterdam en Parijs. Bij Maarten Krabbé leerde ze portrettekenen, schilderen leerde ze onder anderen bij Ingrid Schubert. In Hilversum en Arnhem waren exposities van haar te zien.

## Schrijver
Twee jaar volgde ze een opleiding aan de Schrijversvakschool in Amsterdam. Hierna volgde een opleiding Journalistiek aan de Hogeschool Utrecht. Met de opgedane ervaring schreef ze literaire non-fictie in maandelijkse columns. Het pseudoniem Mara Matlung (poëzie) ontleende ze aan de naam van haar grootmoeder. 
In de debuutroman Spaans meisje op Ameland staat een dochter van een vluchteling centraal die in de Spaanse Burgeroorlog op Ameland terechtkwam. Dit kind, Annelies Oud, groeit als kind van de Spaanse Pedro en de Amelandse Riek op tussen de Amelander jeugd. De roman is deels gebaseerd op gegevens van de echte Annelies Oud. Het tweede werk, Retour Ameland, gaat over een groep kinderen uit de Randstad. Deze jonge evacuées kwamen in de Tweede Wereldoorlog zonder hun ouders naar het Waddeneiland om te ontsnappen aan de honger.